# Calycanthaceae
Калікантові (Calycanthaceae) — родина дводольних рослин, що належить до порядку Лавроцвітні (Laurales).

## Поширення та екологія
Представники родини зростають головним чином у листопадних лісах і чагарниках у помірно теплому кліматі Північної Америки та Східної Азії, за винятком ідіоспермуму (Idiospermum), що росте у вологих тропічних лісах Північної Австралії.

## Ботанічний опис
Листопадні, рідше вічнозелені чагарники з ароматичною корою.
Бруньки голі, іноді вкриті основою листа, рідше одягнені лусками. Листорозташування супротивне. Листя просте, цілокраї, з перистим жилкуванням, з ефірноолійними залозками, при розтиранні, що видають приємний аромат, без прилистків, короткочереслі.
Квітки обох статей, одинокі, в пазухах листя на кінцях укорочених гілочок, правильні, запашні; оцвітина з пелюсткоподібних, спірально розташованих листочків. Тичинки в числі 5-30, зовнішні — перетворені на стамінодії; маточки численні, вільні, розташовані по дну та стінкам внутрішньої сторони келихоподібного квітколожа; сім'язачаток в числі 2.
Плоди однонасінні, укладені в глечикоподібне плодовмістилище (квітколоже, що розрослося). Насіння без ендосперму; сім'ядолі спірально скручені, широкониркові, з вушками біля основи.

## Роди
Родина включає 4 роди і 7-12 видів.